# Clapham Saints

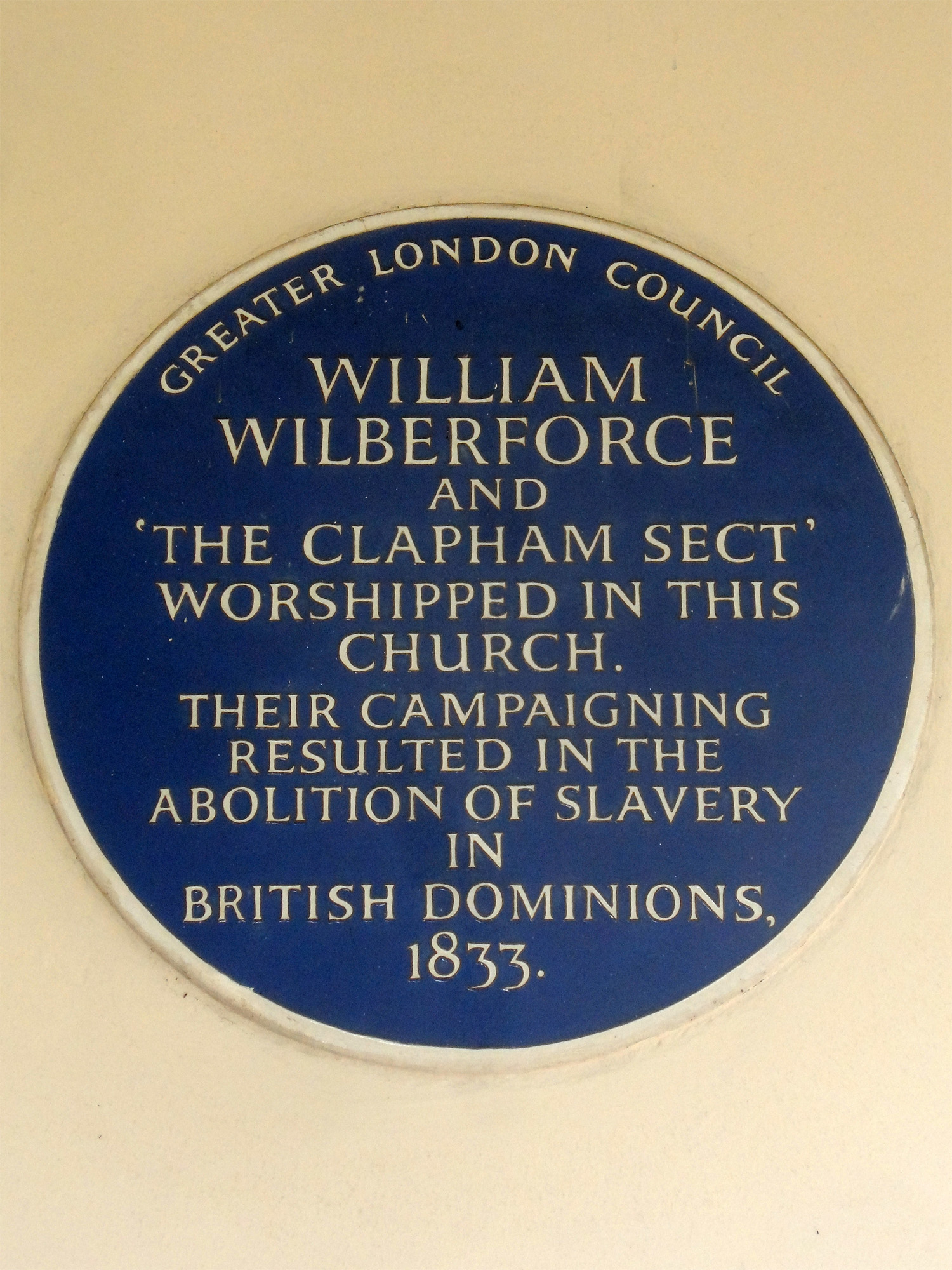
Blue Plaque, angebracht 1984 vom Greater London Council an der Holy Trinity Church, Clapham Common, Clapham, London

Die Clapham Saints (auch Clapham Sect) waren eine einflussreiche Gruppe von Anglikanern, die zwischen 1790 und 1830 in England als Sozialreformer aktiv waren. Gegründet wurde die Gruppe von John Newton (1725–1807), der viele Jahre lang Kapitän verschiedener Sklavenschiffe gewesen war.
Der Name leitet sich von der südlich von London gelegenen Ortschaft Clapham ab (heute ein Bezirk im Südwesten Londons). In Clapham lebten die prominentesten und einflussreichsten Mitglieder der Gruppe, William Wilberforce und Henry Thornton. Die Bezeichnung als Sekte (damals noch wertneutral als Abspaltung von einer der großen Kirchen verstanden) bzw. ironisch als Heilige (Saints) war ein Spottname zeitgenössischer Gegner.
Die Mitglieder, allesamt prominente und wohlhabende  Anglikaner, traten für eine Abschaffung des Sklavenhandels, der Sklaverei sowie für eine Reform des Strafvollzugssystems ein.  Prominente Mitglieder waren Granville Sharp, Jurist und Gründer der britischen  abolitionistischen Bewegung und William Smith, Bürgermeister von Norwich und Großvater von Florence Nightingale, sowie John Venn.
Unterstützung fand die Gruppe unter anderen beim Londoner Bischof Beilby Porteus.
Die Gruppe gab eine Zeitschrift, den Christian Observer, heraus. Hauptherausgeber war Zachary Macaulay, der spätere Gouverneur von Sierra Leone. Einige Mitglieder waren an der Gründung missionarischer Organisationen beteiligt, darunter der britischen Bibelgesellschaft und der Church Mission Society.